# Convocation des Églises épiscopaliennes en Europe

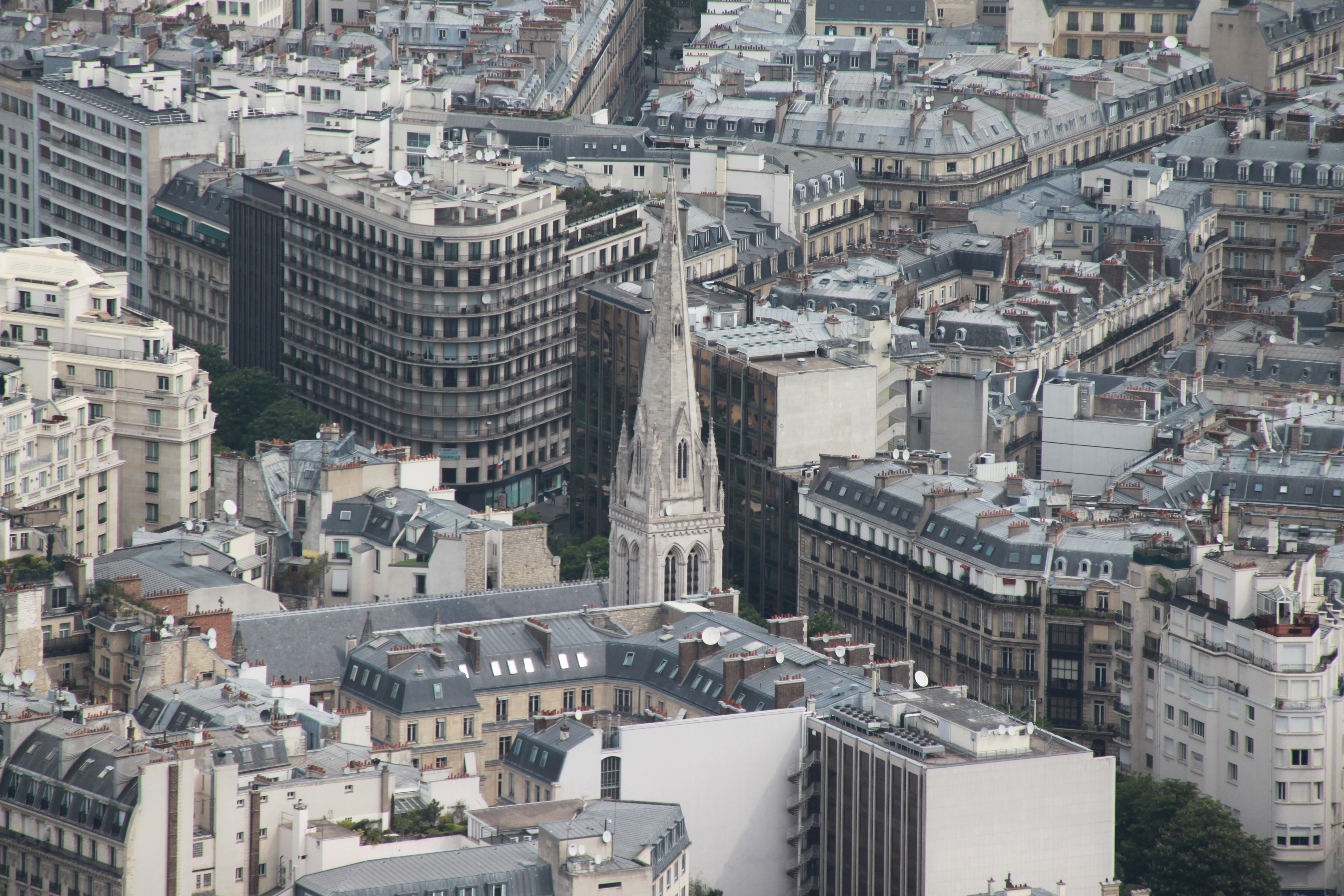
Cathédrale américaine vue de la Tour Eiffel, Avril 2011.

La convocation des Églises épiscopaliennes en Europe est une juridiction de l'Église épiscopalienne des États-Unis qui inclut toutes les congrégations de l'Europe continentale. Aux côtés des diocèses de New York, du New Jersey, de Haïti et des îles Vierges, elle fait partie de la Province 2 de l'Église épiscopalienne des États-Unis (en).

## Paroisses
La convocation comprend neuf paroisses et de nombreuses missions pour un total de 3 857 membres baptisés. Son siège est à la cathédrale américaine de Paris.

### Belgique
- All Saints', Waterloo

### France
- Cathedral of the Holy Trinity, Paris
- Christ Church, Clermont-Ferrand

### Allemagne
- Christ the King, Francfort-sur-le-Main
- Church of the Ascension, Munich
- Church of St Augustine of Canterbury, Wiesbaden

### Italie
- St. James', Florence
- St. Paul's Within the Walls, Rome

### Suisse
- Emmanuel Church, Genève